# Holy Smoke
«Holy Smoke» es el vigésimo sencillo de la banda Iron Maiden publicado el 10 de septiembre de 1990, y el primero para el guitarrista Janick Gers, quien se unió a la banda al retirarse Adrian Smith quien tomaría un descanso de la música. 
El sencillo fue lanzado pocas semanas antes de que apareciera el álbum No Prayer for the Dying, logrando escalar al puesto tres en listas UK Singles Chart.
La canción es una mofa a la religión, principalmente a la hipocresía y al lucro que desempeñan algunos predicadores que han utilizado lo que antes era un mensaje de amor y caridad para sacar provecho económico, además de una alusión directa al evangelista Jimmy Swaggart, un evangelista homofóbico seguidor de la biblia, quien fue sorprendido con una prostituta en un motel. Sin ningún descaro, se disculpó al aire dejando caer lágrimas y rogó el perdón de Dios, lo que le ayudó a conseguir más adeptos.

"I've lived in filth, I've lived in sin"
"And I still smell cleaner than the shit you're in"
"He vivido en suciedad, he vivido en pecado"
"Y aun así huelo más limpio que la mierda en la que estas metido."
Bruce Dickinson

El videoclip de la canción es bastante inusual para lo que venía haciendo la banda hasta el momento, mostrando a Bruce Dickinson en un campo de flores, a Steve Harris en un tractor y a Janick Gers tocando una guitarra de juguete.

## Lista de canciones
1. «Holy Smoke»[4] (Steve Harris, Bruce Dickinson) – 3:50
2. «All in Your Mind» (versión  de Stray) – 4:31
3. «Kill Me Ce Soir» (versión de la agrupación holandesa Golden Earring, del álbum Switch de 1975. ) – 6:17

## Miembros
- Steve Harris – bajo, voz
- Bruce Dickinson – voz
- Dave Murray – guitarra
- Janick Gers – guitarra
- Nicko McBrain – batería